# Franz Xaver Unertl
Franz Xaver Unertl (* 22. September 1911 in Grottham; † 31. Dezember 1970 in Birnbach) war ein deutscher Politiker (CSU).

## Leben und Beruf
Nach dem Besuch der Volks- und einer Fortbildungsschule in Birnbach sowie der Landwirtschaftsschule in Passau arbeitete Unertl zunächst als Landwirt auf dem elterlichen Hof, ehe er 1932 als selbständiger Gastwirt und Viehkaufmann tätig wurde. Außerdem war er bis 1933 Mitglied des Bayerischen Jungbauernbunds. Zum 1. Mai 1935 trat er der NSDAP bei (Mitgliedsnummer 3.622.866). Von 1940 bis 1945 nahm er als Soldat am Zweiten Weltkrieg teil. Nach dem Kriegsende war er Vorstandsmitglied des bayerischen Viehhändlerverbands und seit 1958 Verwaltungsratsmitglied bei der Deutschen Bundespost.

## Partei
Unertl zählte 1945 zu den Mitbegründern der CSU in Niederbayern.

## Abgeordneter
Unertl war Ratsmitglied der Gemeinde Birnbach und Kreistagsmitglied des Landkreises Griesbach. Dem Deutschen Bundestag gehörte er von 1953 bis zu seinem Tode an. Er vertrat zunächst den Wahlkreis Vilshofen und ab 1965 den Wahlkreis Passau im Parlament. In der dritten Legislaturperiode brachte er mit seinen Parteifreunden Friedrich Bauereisen, Richard Jaeger, Linus Memmel und Albrecht Schlee einen Antrag zur Wiedereinführung der Todesstrafe bei Mord ein, der aber nicht beraten wurde.

## Öffentliche Ämter
Unertl amtierte als Zweiter Bürgermeister der Gemeinde Birnbach.

## Ehrungen
Unertl wurde 1965 der Bayerische Verdienstorden zuerkannt, 1968 das Verdienstkreuz 1. Klasse der Bundesrepublik Deutschland. Gemeinsam mit Josef Ertl wurde er 1971 mit dem Orden wider den tierischen Ernst ausgezeichnet (bei Unertl erfolgte die Ehrung postum).